# Googol
Googol là một số tự nhiên rất lớn, được viết bằng 10100 (10 lũy thừa 100) trong hệ thập phân, hay có một trăm chữ số 0 theo sau chữ số 1:
10.000.000.000.000.000.000.000.000.000.000.000.000.000.000.000.000.000.000.000.000.000.000.000.000.000.000.000.000.000.000.000.000.000

## Khái niệm
Thuật ngữ này được Milton Sirotta (1911–1981) đưa ra năm 1920 khi cậu mới 9 tuổi, cậu là cháu trai của nhà toán học người Mỹ Edward Kasner. Kasner đã đưa số này vào trong cuốn sách toán học thường thức của ông là Mathematics and the Imagination (1940). Googol còn được gọi là 10 duotrigintillion trong quy mô ngắn, 10 nghìn sexdecillion trong quy mô dài, hay 10 sexdecilliard.

## Tính chất
Googol có giá trị xấp xỉ 70! (70 giai thừa).

## Ảnh hưởng
Đây chính là từ sau này đã thay đổi công cụ tìm kiếm từ Googolplex đến Google.